# خانه کدخدای بفروئیه
خانه کدخدای بفروئیه مربوط به دوره آل مظفر است و در میبد، محله پائین بفروئیه، جنب مسجد جامع واقع شده و این اثر در تاریخ ۱۶ شهریور ۱۳۸۳ با شمارهٔ ثبت ۱۱۱۰۶ به‌عنوان یکی از آثار ملی ایران به ثبت رسیده است.